# Tilingia holopetala
Tilingia holopetala är en växtart i släktet Tilingia och familjen flockblommiga växter.
Arten är en perenn ört som förekommer i norra och centrala Japan. Den beskrevs först som Carum holopetalum av Carl Maximowicz 1886, och fick sitt nu gällande namn av Masao Kitagawa 1947.